# Статакис, Манолис
Манолис Статакис (греч. Μανώλης Σταθάκης: ? — 3 марта 1949) — греческий офицер и коммунист, командир подразделений Народно-освободительной армии Греции (ЭЛАС) и Демократической армии Греции (ДСЭ) на полуострове Пелопоннес.

## Биография
Манолис Статакис родился в селе Асопос, недалеко от городка Молаи, Лакония.
Окончил Военное училище эвэлпидов. В звании младшего лейтенанта и командуя ротой, принял участие в победоносной для греческого оружия Греко-итальянской войне (1940—1941).
С началом тройной, германо-итало-болгарской, оккупации Греции (1941—1944) вступил в Народно-освободительную армию Греции (ЭЛАС) и принял командование ротой 8-го полка ЭЛАС Пелопоннеса.
Осенью 1942 года стал членом Коммунистической партии Греции (КПГ).
В апреле 1944 года, по просьбе союзного командования, части ЭЛАС усилили свою деятельность по всей Греции и, в особенности, на Пелопоннесе, с целью создать видимость предстоящей союзной высадки на этом полуострове и отвлечь внимание от планировавшейся высадке в Сицилии.
Получив информацию о том, что на юг Пелопоннеса, для производства инспекции фортификаций на полуострове, направился со своим штабом немецкий генерал-майор Франц Крех (Franz Krech), командир 41-й дивизии фортификаций, командование ЭЛАС Пелопоннеса приняло решение устроить засаду и атаковать кортеж генерала.
При этом, как позже заявлял один из руководителей ЭЛАС Пелопоннеса, Никос Белояннис, партизанское командование осознавало, чем чревато убийство немецкого генерала.
Засада была устроена на позиции Гаганиа у Молаи, двумя взводами 8-го полка ЭЛАС, которыми командовал Статакис.
27 апреля 1944 года, в ходе боя длившегося около часа, генерал и 3 его сопровождавших офицера были убиты. Были убиты или взяты в плен ещё 16 солдат и офицеров вермахта:172.
В ответ, первого мая 1944 года, немецкое командование произвело в Афинах расстрел 200 греческих коммунистов.
После освобождения, в период т. н. «Белого террора», Статакис, как и тысячи других коммунистов и бывших бойцов ЭЛАС, подвергся гонениям монархистов и бывших коллаборационистов.
Он был вынужден найти убежище на горе Парнон, где вместе с другими своими товарищами организовал отряд самообороны, который стал ядром будущего соединения Демократической армии Греции (ДСЭ) на Парноне.
В марте 1947 он принял командование частями ДСЭ в Аркадии, а в апреле 1948 года частями в Арголиде и Коринфии. Приказом Верховного командования ему было присвоено звание подполковника ДСЭ:864.
30 августа 1948 года Статакис принял участие в неудачной попытке частей ДСЭ взять стратегическое село Демицана, в центре полуострова.
В силу географической изоляции Пелопоннеса, не имея никакой материальной поддержки и противостоя правительственной авиации, флоту, армии и бронетехнике, ДСЭ Пелопоннеса (III дивизия) к 1949 году была разгромлена. Героическая III дивизия ДСЭ получила среди соратников и в историографии имя «Дивизия мёртвых»: Из примерно 3200 её бойцов, 3000 пали на поле боя.
3 марта 1949 года небольшой отряд Статакиса остановился у села Кариа, Коринфия, чтобы переждать снежную метель. Отряд был окружён королевскими войсками, дал бой и исчерпал свои небольшие боеприпасы. Статакис покончил жизнь самоубийством, выстрелом последнего патрона своего револьвера.
Перед этим и уступая просьбе и слезам тяжело раненной и оставшейся без боеприпасов партизанки Яннулы Янакура (сестры «капитана Пердикаса»), не желавшей попасть в плен монархистам, он убил её предпоследним выстрелом своего револьвера.